# Baipás vascular

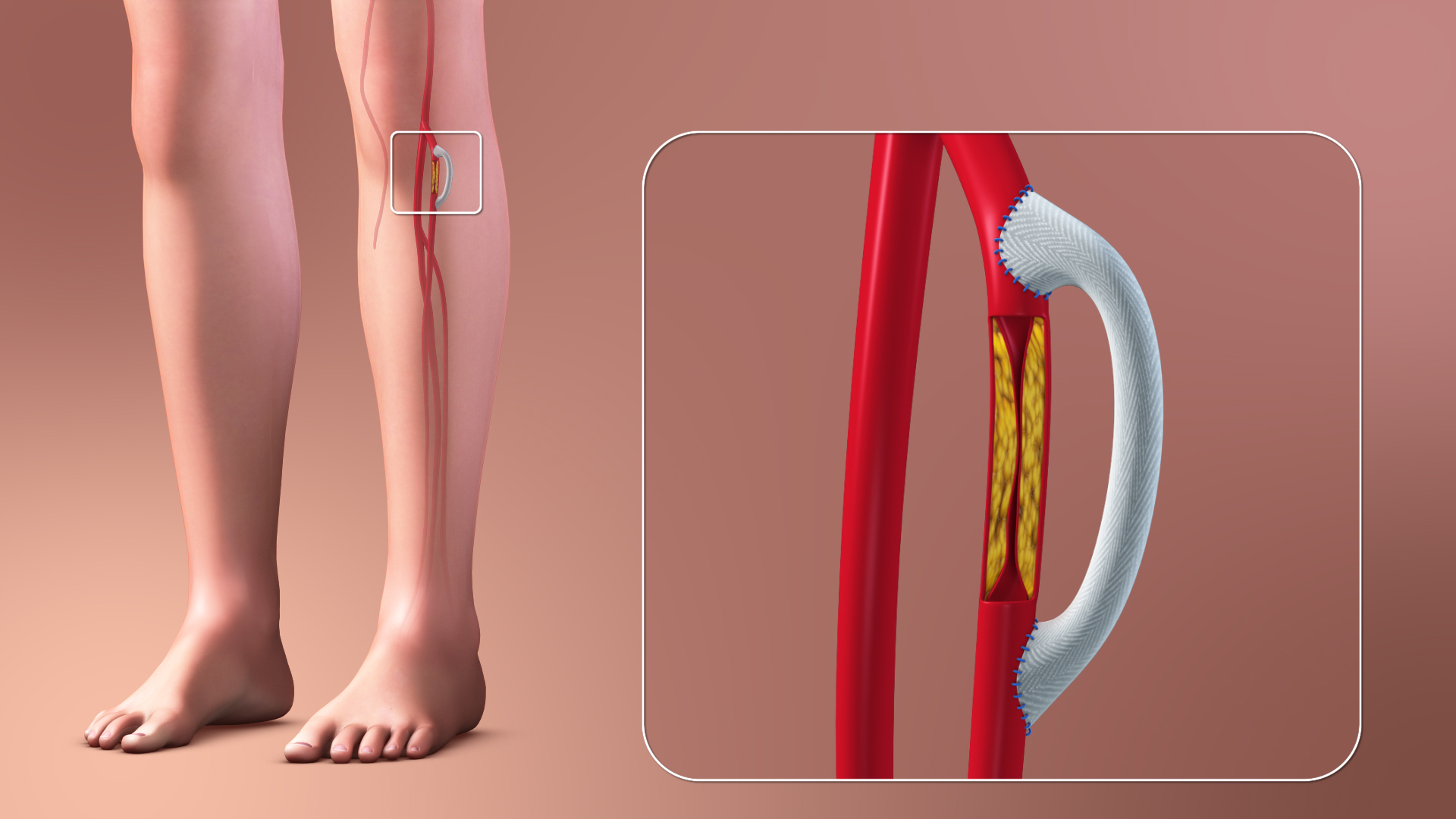
Animación médica en 3D de un injerto de baipás vascular en las piernas.

Una derivación vascular o baipás vascular—en inglés vascular bypass— es una de las técnicas quirúrgicas de revascularización,  reconstrucción o restauración de la irrigación arterial de un órgano o región anatómica afectado por la obstrucción o lesión de una arteria, y consiste en la creación de una desviación o derivación vascular para establecer una circunvalación de la arteria bloqueada o lesionada, usando segmentos de otras venas o arterias o incluso con materiales sintéticos, con el fin de crear un puente para salvar el obstáculo  y así restaurar la circulación normal.
Es una técnica alternativa a las otras formas de revascularización, como la desobstrucción mediante endarterectomía o trombolectomía (ver angioplastia), de colocación de estent o de sustitución protésica in situ y de reparación mediante sutura de las arterias lesionadas, cuando estas técnicas no son posibles de realizar o no han tenido éxito.

## Tipos de derivaciones vasculares
Son básicamente de dos tipos:
1. Derivaciones  centrales: en el corazón y específicamente en su sistema de irrigación vascular propio, es decir, las arterias coronarias.
2. Derivaciones periféricas: en cualquier estructura vascular periférica, como las arterias de las extremidades, del cuello y la cabeza y de vasos de órganos específicos, como los renales.

### Baipás central o coronario
En la derivación coronaria se toma una parte de otra vena o arteria corporal, un extremo se une a la arteria aorta para conseguir aporte de sangre y el otro al sector coronario que se encuentra más allá de la obstrucción.
La primera cirugía de revascularización coronaria se llevó a cabo en los Estados Unidos el 2 de mayo de 1960, en el Colegio de Medicina Albert Einstein, Bronx Center Hospital Municipal, por un equipo dirigido por el Dr. Robert Goetz y el Dr. Michael Rohman, con la asistencia del Dr. Haller Jordania y el Dr. Ronald Dee. La técnica fue perfeccionada en mayo de 1967 en Cleveland Clinic, por el médico cardiocirujano argentino Dr. René Favaloro, quién ideó el método que se usa hasta la actualidad. 
La cirugía de desviación coronaria o de revascularización miocárdica revolucionó el tratamiento de las complicaciones o efectos de la aterosclerosis coronaria y es la derivación vascular más frecuentemente efectuada.

### Baipás vascular periférico
Son las derivaciones o puentes realizados en estructuras vasculares de cuello, extremidades u órganos. Pueden ser mediante prótesis o usando segmentos de venas extraídos del propio paciente o segmentos criopreservados o de banco. Pueden ser in situ, o puentes  en la propia región anatómica de la arteria afectada, o extraanatómicas mediante puentes colocados por fuera de la región anatómica normal. Las más comunes son:
- Baipás aortofemoral o femoropoplíteo: puentes entre aorta y arterias femorales o poplíteas, para tratar oclusiones vasculares en extremidades inferiores.
- Baipás axilofemoral o femorofemoral: entre arteria axilares o femorales, de manera extraanatómica, para tratamiento de oclusiones en extremidades inferiores.
- Derivaciones vasculares extracraneales/intracraneales (EC/IC) en arterias vertebrales, carótidas y subclavias, para restaurar el flujo sanguíneo a una zona del tejido cerebral afectada por una arteria bloqueada y prevenir o tratar un accidente cerebrovascular o para reparar el daño vascular o malformaciones en el cerebro y alrededor del mismo.
- Derivación vascular renal: para restablecer la circulación del riñón afectada por lesiones de efecto estenótico u oclusivo de origen traumático o arterioesclerótico.